# Nationale Raumfahrtbehörde Chinas

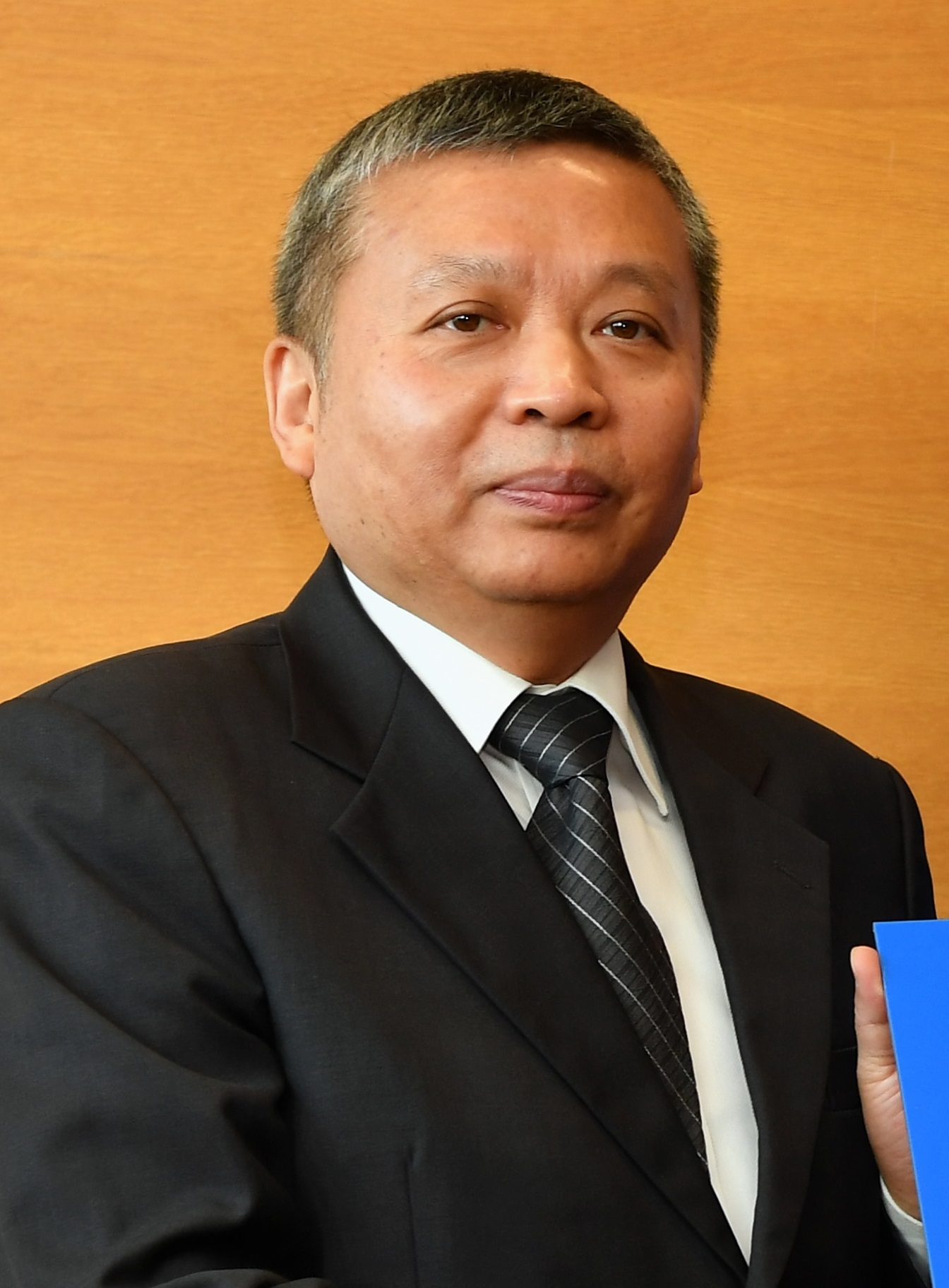
Zhang Kejian

Die Nationale Raumfahrtbehörde Chinas (chinesisch 國家航天局 / 国家航天局, Pinyin Guójiā Hángtiānjú), wegen der englischen Bezeichnung China National Space Administration im Ausland oft CNSA abgekürzt, ist das öffentliche Gesicht der unbemannten Raumfahrt der Volksrepublik China. Sie dient als Ansprechpartner für die Presse und organisiert die Zusammenarbeit mit ausländischen Raumfahrtorganisationen. Seit dem 15. März 2008 untersteht die CNSA dem Ministerium für Industrie und Informationstechnik. Sie hat ihren Sitz im Pekinger Stadtbezirk Haidian, Fucheng-Str. 8a. Der Direktor im Rang eines Staatssekretärs ist seit dem 24. Mai 2018 Zhang Kejian (张克俭, * 1961).
Die CNSA befasst sich nur mit Satelliten und Tiefraumsonden. Sie darf nicht verwechselt werden mit der CMSA (China Manned Space Agency), die, eingebunden in eine völlig andere Befehlskette, für die bemannte Raumfahrt Chinas zuständig ist.

## Geschichte

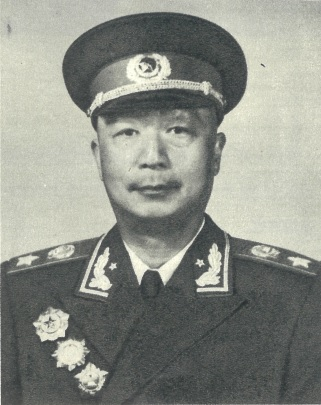
Nie Rongzhen

Die Geschichte der Nationalen Raumfahrtbehörde beginnt am 14. März 1956, als die Zentrale Militärkommission beschloss, beim Verteidigungsministerium der Volksrepublik China eine Kommission für Luftfahrtindustrie unter der Leitung von Feldmarschall Nie Rongzhen einzurichten, die für die gerade im Entstehen begriffene Luft- und Raumfahrtindustrie Chinas zuständig sein sollte. Am 6. August 1956 gründete dann Verteidigungsminister Peng Dehuai auf Vorschlag von Nie Rongzhen und mit Billigung der Zentralen Militärkommission das „Fünfte Büro des Verteidigungsministeriums“ (国防部第五局, Pinyin Guófángbù Dìwǔ Jú), das am 1. März 1957 in das „5. Forschungsinstitut des Verteidigungsministeriums“ überging.
Eine Reihe weiterer Strukturreformen führte schließlich im April 1988 zur Bildung des „Ministeriums für Luft- und Raumfahrtindustrie“ (航空航天工业部, Pinyin Hángkōng Hángtiān Gōngyè Bù). Das Ministerium für Luft- und Raumfahrtindustrie war kein Ministerium im üblichen Sinn, sondern ein, wenn auch nicht gewinnorientierter, Konzern mit über das ganze Land verteilten Fabriken und Forschungseinrichtungen. Dem wurde im März 1993 auch formal Rechnung getragen, als das Ministerium per Beschluss des Nationalen Volkskongresses in die „Dachgesellschaft für Luftfahrtindustrie“ (中国航空工业总公司, Pinyin Zhōngguó Hángkōng Gōngyè Zǒnggōngsī) und die „Dachgesellschaft für Raumfahrtindustrie“ (中国航天工业总公司, Pinyin Zhōngguó Hángtiān Gōngyè Zǒnggōngsī) aufgespalten wurde. Letztere wurde am 1. Juli 1999 weiter in einen Rüstungs- und in einen Raumfahrtkonzern aufgeteilt, im Ausland als China Aerospace Machinery and Electronics Corporation bzw. China Aerospace Science and Technology Corporation bekannt. Letztere befasst sich mit der tatsächlichen Entwicklung und Herstellung von Raumflugkörpern, während als Frontorganisation und Ansprechpartner für das Ausland bereits am 22. April 1993 per Beschluss des Nationalen Volkskongresses, damals noch unter dem Dach der Kommission für Wissenschaft, Technik und Industrie für Landesverteidigung, die Nationale Raumfahrtbehörde gegründet worden war.
Liu Jiyuan, der erste Direktor der Nationalen Raumfahrtbehörde, Spezialist für Raketensteuerung und während der gesamten Zeit seines Bestehens Staatssekretär im Ministerium für Luft- und Raumfahrtindustrie, war in Personalunion auch Vorstandsvorsitzender der Dachgesellschaft für Raumfahrtindustrie.
Diese Tradition, dass die nationale Raumfahrtbehörde keine eigenständige Führung hat, wird bis heute fortgesetzt. So wurde Luan Enjie, ebenfalls ein Spezialist für Raketensteuerung und Liu Jiyuans Stellvertreter, bei seiner Ernennung zum Direktor im April 1998 gleichzeitig zum stellvertretenden Vorsitzenden der Wehrtechnik-Kommission ernannt.
Und seit 2010 ist der Direktor der CNSA immer auch Direktor der Nationalen Kernenergiebehörde und vor allem der Nationalen Behörde für Wissenschaft, Technik und Industrie in der Landesverteidigung, der am 15. März 2008 gegründeten Nachfolgeorganisation der Wehrtechnik-Kommission.

## Aufgaben
Anders als zum Beispiel die ESA verfügt die Nationale Raumfahrtbehörde über keine Startplätze und Kontrollzentren – die gehören mit Ausnahme des Ostchinesischen Raumfahrthafens alle der Strategischen Kampfunterstützungstruppe der Volksbefreiungsarmee – sondern versteht sich als Kommunikationsplattform und Vermittler zwischen den zahlreichen an den chinesischen Raumfahrtprojekten beteiligten Dienststellen, akademischen Institutionen und Firmen. Die offiziellen Aufgaben der CNSA sind:
- Formulierung einer nationalen Raumfahrtpolitik sowie der entsprechenden Gesetze und Verordnungen
- Ausarbeitung von Strategien für die Entwicklung der chinesischen Raumfahrt, Festlegung von Industrienormen
- Prüfung und Genehmigung wichtiger Forschungsprojekte mit Bezug zur Raumfahrt sowie Überwachung und Koordination von deren Umsetzung
- Austausch und Kooperation mit ausländischen Raumfahrtbehörden und internationalen Organisationen[11]

Seit 2007 ist die chinesische Raumfahrtbehörde Mitglied der Internationalen Charta für Weltraum und Naturkatastrophen. Als weiteres Beispiel für die internationale Zusammenarbeit auf diesem Gebiet ist das 2015 von der Nationalen Raumfahrtbehörde Chinas initiierte Abkommen über die gemeinsame Nutzung von Erdbeobachtungssatellitendaten der BRICS-Staaten zu nennen. Nach sechsjährigen Verhandlungen kamen die Raumfahrtbehörden von Brasilien, Russland, Indien, China und Südafrika überein, aus den Satelliten Gaofen 6 und Ziyuan 3-02 (China), CBERS-4 (China/Brasilien, seit August 2023 auch CBERS-4A), Kanopus-V (Russland) sowie ResourceSat-2 und ResourceSat-2A (Indien) eine virtuelle Konstellation zu bilden. Laut dem am 18. August 2021 von den Direktoren der fünf Raumfahrtbehörden unterzeichneten Abkommen können die Daten dieser Satelliten von Bodenstationen in Sanya, Cuiabá, Moskau, Hyderabad und Hartebeesthoek gleichermaßen abgerufen werden, um mit den durch den Klimawandel weltweit zunehmenden Naturkatastrophen besser umgehen zu können.
Am 24. April 2022 weihte Wu Yanhua, stellvertretender Direktor der CNSA, in der Internationalen Raumfahrtstadt Wenchang ein Rechenzentrum für die praktische Nutzung der von den BRICS-Satelliten gelieferten Daten ein.
Am 25. Mai 2022 nahm die Gemeinsame Raumfahrtkommission der BRICS-Staaten (金砖国家航天合作联委会) ihre Arbeit auf. Kommissionspräsident für das erste Jahr wurde Zhang Kejian, der Direktor der Nationalen Raumfahrtbehörde Chinas.
Bis September 2023 hatte die CNSA den anderen BRICS-Staaten über diese Plattform gut 1,5 TB an von den chinesischen Fernbeobachtungssatelliten ermittelten Daten zur Verfügung gestellt.

## Organisationsstruktur
Entsprechend ihrem Auftrag sind bei der Nationalen Raumfahrtbehörde die administrativen Abteilungen in der Überzahl. Einige der Abteilungen werden mit der im selben Gebäude angesiedelten Nationalen Behörde für Wissenschaft, Technik und Industrie in der Landesverteidigung, wegen der englischen Bezeichnung State Administration for Science, Technology and Industry for National Defense oft „SASTIND“ abgekürzt, gemeinsam betrieben, ein Prinzip, das man in China „eine Dienststelle, zwei Türschilder“ (一个机构两块牌子) nennt:
- Hauptverwaltung (综合司)
- Abteilung für Strategische Planung (发展计划司)
- Abteilung für technische Systeme (系统工程司 = Abteilung für technische Systeme I der SASTIND)[18]
- Abteilung für Wissenschaft, Technologie und Qualitätskontrolle (科技与质量司)
- Abteilung für Auswärtige Angelegenheiten (外事司)
- Koordinierungsabteilung (协调司)
- Zentrum für Öffentlichkeitsarbeit (新闻宣传中心 = Zentrum für Öffentlichkeitsarbeit der SASTIND)
- Zentrum für Weltraumrecht (空间法律中心)
- Zentrum für internationale Zusammenarbeit (国际合作研究与促进中心, ein Gemeinschaftsunternehmen mit dem Forschungsinstitut 512 der Chinesischen Akademie für Weltraumtechnologie)[19]
- Zentrum für Überwachung von Weltraummüll (空间碎片监测与应用中心, ein Gemeinschaftsunternehmen mit den Nationalen Astronomischen Observatorien der Chinesischen Akademie der Wissenschaften)[20][21][22]
- Zentrum für Endabnahme von Satelliten (卫星总装集成测试中心)
- Zentrum für Prüfung und Genehmigung von Fernerkundung aus dem Weltall (航天遥感论证中心, ein Gemeinschaftsunternehmen mit dem Institut für Fernerkundung und digitale Geowissenschaften der Chinesischen Akademie der Wissenschaften)[23]
- Zentrum für Erdbeobachtung und Daten (对地观测与数据中心)[24]
- Zentrum für Monderkundungs- und Raumfahrt-Projekte (探月与航天工程中心 = Zentrum für Monderkundungs- und Raumfahrt-Projekte der SASTIND)

Außerdem unterstützt die Nationale Raumfahrtbehörde die im Oktober 1979 von Qian Xuesen, Ren Xinmin und Zhang Zhenhuan gegründete Gesellschaft für Astronautik (中国宇航学会), den am 26. August 1992 gegründeten Verein für angewandte Fernaufklärung (中国遥感应用协会), die im Dezember 1997 gegründete Studiengesellschaft für Weltraumrecht (中国空间法学会) und die am 1. März 1995 gegründete Chinesische Raumfahrtstiftung (中国航天基金会).

## Planetenerkundung
Im August 2010 und, nachdem der neue Parteivorsitzende und Staatspräsident Xi Jinping am 11. Juni 2013 die Raumfahrttraum-Doktrin ausgerufen hatte, dann wieder im November 2014 schlugen Wang Yongzhi, Qi Faren und sieben andere Mitglieder der Chinesischen Akademie der Wissenschaften und der Chinesischen Akademie der Ingenieurwissenschaften in einem an die Mitglieder des Zentralkomitees der Kommunistischen Partei Chinas verschickten Schreiben vor, die Tiefraumerkundung nicht unter dem Aspekt einzelner Missionen, sondern ganzheitlich zu betrachten und als solches zu intensivieren. Nach Billigung und entsprechender Aufforderung des Zentralkomitees organisierte die Nationale Raumfahrtbehörde eine Arbeitsgruppe aus Experten des ganzen Landes, die über die Machbarkeit berieten. Im Oktober 2018 hatten die Experten schließlich eine nationale Strategie zur Entwicklung der Tiefraumerkundung ausgearbeitet. Das Programm erhielt den Namen „Großprojekt zur Planetenerkundung“ (行星探测重大工程) und umfasste drei miteinander vernetzte, technisch aufeinander aufbauende Programme:
- Marserkundung
- Asteroidenerkundung
- Erkundung des Jupitersystems

Am 24. April 2020, dem 50. Jahrestag des Starts des ersten chinesischen Satelliten Dong Fang Hong I, wurde für die interplanetaren Missionen eine gemeinsame, unter dem Dach des Zentrums für Monderkundungs- und Raumfahrt-Projekte angesiedelte Organisationsstruktur eingeweiht, die „Chinesische Planetenerkundung“ bzw. „PEC“ (中国行星探测, Pinyin Zhōngguó Xíngxīng Tàncè), mit einem eigenen Logo, das die acht Planeten des Sonnensystems auf halben, wie ein „C“ aussehenden Bahnen zeigt. Das „C“ steht dabei sowohl für „China“ als auch für „(International) Cooperation“ (zu den politischen Aspekten der chinesischen Raumfahrt siehe unten).
Am 8. September 2021 wurde das Planetenerkundungsprogramm offiziell verabschiedet.
Die Interstellare Erkundung (恒星际探测), womit zunächst die Erkundung der Oort’schen Wolke gemeint ist, stellt zwar ein eigenes Arbeitsgebiet dar, ist aber noch kein eigenes Programm und wird von PEC mitbetreut.
Zur Erkundung des Jupitersystems ist eine Doppelsonde vorgesehen. Eine der beiden Sonden soll vom Jupiter weiter zum Uranus und anschließend wie einst die Voyager-Sonden in den nahen interstellaren Raum fliegen. Zusätzlich dazu wurde Ende 2021 eine weitere Mission in den Strategischen Plan zur mittel- und langfristigen Entwicklung der Raumfahrt (航天中长远发展战略规划) aufgenommen, die speziell zur Heliopause führen soll, der sehr dünnen Grenzschicht der Heliosphäre, die definitionsgemäß die Abgrenzung zum interstellaren Raum bildet. Die Nationale Raumfahrtbehörde ging zu diesem Zeitpunkt allein für die Erkundung des Sonnensystems von einem Arbeitsbedarf von mehreren hundert bis zu mehreren tausend Jahren aus (stabile Dynastien dauern in der Regel dreihundert Jahre).

## Labor für Tiefraumerkundung
Ähnlich wie die CMSA mit der Basis für Erprobung und Popularisierung der Erschließung und Nutzung lunarer Ressourcen in Shaanxi begann die CNSA Anfang 2022, Einrichtungen außerhalb Pekings anzusiedeln. Am 25. Februar 2022 unterzeichnete die Nationale Raumfahrtbehörde ein strategisches Kooperationsabkommen mit der Provinzregierung von Anhui über die Gründung eines Labors für Tiefraumerkundung (深空探测实验室) in Hefei, nach dem Tiandu-Gipfel des 150 km südlich von Hefei gelegenen Huang Shan auch „Tiandu-Labor“ (天都实验室) genannt.
An der in Zusammenarbeit mit der Chinesischen Universität für Wissenschaft und Technik betriebenen Einrichtung sollten mit technischer Unterstützung der China Aerospace Science and Technology Corporation und finanzieller Unterstützung der Nationalen Stiftung für Naturwissenschaften der 4. Schritt des Mondprogramms der Volksrepublik China und die Planetenerkundung betreut werden. Außerdem ist das Labor für die Genehmigungsverfahren und die Umsetzung von Projekten im Rahmen der Internationalen Mondforschungsstation und der Planetaren Verteidigung zuständig. Die Einrichtung hat den Auftrag, große Geräte wie zum Beispiel Weltraumteleskope für die Grundlagenforschung im Rahmen der Tiefraumerkundung zu entwickeln.
Träger der Einrichtung ist die Provinzregierung von Anhui.
Die Internationale Mondforschungsstation befindet sich bereits auf der Liste der vom Staatsrat der Volksrepublik China unterstützten Internationalen Großvorhaben in Wissenschaft und Ingenieurwesen (国际大科学计划和大科学工程). Hierbei handelt es sich um eine am 14. März 2018 vom Zentralkomitee der Kommunistischen Partei Chinas und dem Staatsrat gemeinsam auf den Weg gebrachte Initiative zur Förderung von internationalen Forschungsprojekten unter chinesischer Führung, mit dem Ziel, den Einfluss Chinas auf diplomatischem Terrain zu vergrößern.
Das Labor in Hefei hat explizit den Auftrag, internationales Spitzenpersonal anzuwerben, was sich dort durch die Lage außerhalb der abgeriegelten Raumfahrtstadt wesentlich einfacher bewerkstelligen lässt als in Peking. Neben der praktischen Forschungs- und Entwicklungsarbeit sollen am Labor für Tiefraumerkundung auch postgraduale Studiengänge unter Aufsicht der Universität für Wissenschaft und Technik angeboten werden. Seit dem 24. April 2023 wird an der Universität eine Fakultät für Tiefraumerkundung (深空探测学院) aufgebaut, wofür man ebenfalls ausländisches Lehrpersonal anzuwerben versucht.
Aber auch anderweitig unterstützt die Universität die Tiefraumerkundung. So entwickelte das Schwerpunktlabor für präzise und intelligente Chemie (精准智能化学重点实验室) des an der Fakultät für Chemie und Materialwissenschaft angesiedelten Nationalen Forschungszentrums für physikalische Wissenschaften im Mikromaßstab (微尺度物质科学国家研究中心) in Zusammenarbeit mit dem Labor für Tiefraumerkundung ein automatisches Analysegerät, mit dem in Marsgestein Katalysatoren gefunden werden können, um aus geschmolzenem Eis mittels elektrokatalytischer Sauerstoffevolution mit hoher Effizienz und geringem Aufwand Sauerstoff und Wasserstoff zu gewinnen.
Hierbei handelt es sich um eine andere Herangehensweise als bei dem Mars Oxygen In-Situ Resource Utilization Experiment an Bord des amerikanischen Rovers Perseverance, das Sauerstoff aus dem atmosphärischen Kohlenstoffdioxid des Mars erzeugt.
Am 8. Juni 2022 waren die organisatorischen Vorarbeiten abgeschlossen und das Labor für Tiefraumerkundung, im internationalen Sprachgebrauch Deep Space Exploration Laboratory bez. DSEL, nahm mit der Verabschiedung der Satzung sowie der Ernennung des Vorstands seine Arbeit auf. Die Posten des Vorstandsvorsitzenden und seines Stellvertreters werden satzungsgemäß mit Vertretern der Nationalen Raumfahrtbehörde besetzt. Auf der ersten Sitzung wurden hierzu Zhang Kejian und Wu Yanhua, Direktor und stellvertretender Direktor der Raumfahrtbehörde, ernannt.
Zhang Kejian erklärte auf seiner Eröffnungsrede, dass das Labor für Tiefraumerkundung im weiteren Verlauf mit dem Zentrum für Monderkundungs- und Raumfahrt-Projekte (siehe oben) verschmelzen sollte. Daher wurde Wu Weiren, der Technische Direktor des Mondprogramms der Volksrepublik China, zum Leiter des Labors für Tiefraumerkundung ernannt. Dies ist insofern bemerkenswert, als Wu Weiren zu diesem Zeitpunkt 68 Jahre alt war, also bereits acht Jahre jenseits des gesetzlichen Renteneintrittsalters in China. Zwei Monate später, im August 2022, gab Wu Weiren sein Amt als Technische Direktor des Mondprogramms an seinen bisherigen Stellvertreter Yu Dengyun ab.
Der Leiter des Labors für Tiefraumerkundung genießt eine relativ hohe Autonomie, er entscheidet in Eigenverantwortung über Personalfragen, Finanzen, Forschungsprojekte und die Organisationsstruktur. Im April 2023 bestanden am Labor für Tiefraumerkundung folgende Abteilungen:
- Innovationszentrum der Nationalen Raumfahrtbehörde für Tiefraumerkundung (国家航天局深空探测创新中心)[46]
- Forschungsinstitut für generelle Technologien (总体技术研究院)
- Forschungsinstitut für Systeme (系统研究院)[47]
- Forschungsinstitut für zukünftige Technologien (未来技术研究院)
- Forschungsinstitut für Tiefraumwissenschaft (深空科学研究院)[44]
- Forschungsinstitut für die Nutzung von Ressourcen (资源利用研究院)[48]
- Nationales Schwerpunktlabor für Tiefraumerkundung (深空探测全国重点实验室)
- Zentrum für internationale Zusammenarbeit und Austausch (国际合作交流中心)
- Zentrum für Verwertung von Forschungsergebnissen (成果转化中心揭牌)[46]

Am Forschungsinstitut für generelle Technologien befasst man sich neben Projekten der Gegenwart und unmittelbaren Zukunft auch mit langfristigen Planungen wie zum Beispiel Missionen zur Venus, die bislang noch nicht offizieller Teil der Chinesischen Planetenerkundung ist.
In der Hauptentwicklungsabteilung der Chinesischen Akademie für Weltraumtechnologie ging man im September 2023 davon aus, dass man bis 2035 eine hitzebeständige Sonde für Umkreisung und Eintritt in die Atmosphäre der Venus bauen könnte.
Der Hauptsitz des Labors für Tiefraumerkundung befindet sich in Hefei. Daneben wird aber auf dem Gelände einer ehemaligen Sonderstahl-Fabrik der Shougang Group im Pekinger Stadtbezirk Shijingshan die aus vier Gebäuden bestehende „Zweigstelle Peking“ (北京分部) gebaut, wo ab Ende 2023 gut 1000 Wissenschaftler, Ingenieure und Techniker Mond- und interplanetare Missionen vorbereiten sollen.[veraltet]

## Wichtige Missionen der CNSA
| Name        | Startjahr | Kurzbeschreibung                                     | Ergebnis  |
| ----------- | --------- | ---------------------------------------------------- | --------- |
| Double Star | 2003      | Erforschung des Erdmagnetfelds                       | Erfolg    |
| Chang’e 1   | 2007      | erste Mondsonde und Auftakt zum Mondprogramm         | Erfolg    |
| Chang’e 2   | 2010      | zweite Mondsonde                                     | Erfolg    |
| Yinghuo-1   | 2011      | Mars-Orbiter, gestartet mit Phobos-Grunt (Roskosmos) | Fehlstart |
| Chang’e 3   | 2013      | erste unbemannte Mondlandung                         | Erfolg    |
| Gaofen 1    | 2016      | Start des Hochauflösenden Erdbeobachtungssystems     | Erfolg    |
| Chang’e 4   | 2018      | weltweit erste Landung auf der Rückseite des Mondes  | Erfolg    |
| Chang’e 5   | 2020      | Probenrückführung vom Mond                           | Erfolg    |
| Tianwen-1   | 2020      | Marssonde: Orbiter, Lander und Rover                 | Erfolg    |
| Xihe        | 2021      | Sonnenbeobachtungssatellit                           | Erfolg    |

## Liste der Direktoren
| Liu Jiyuan            | * 1933 | April 1993 – April 1998               | gleichzeitig Vorstandsvorsitzender der Dachgesellschaft für Raumfahrtindustrie                                      |
| Luan Enjie (栾恩杰)   | * 1940 | April 1998 – 23. April 2004           | gleichzeitig stellvertretender Vorsitzender von COSTIND                                                             |
| Sun Laiyan            | * 1957 | 23. April 2004 – 2. Mai 2010          | ab 23. April 2004 stellvertretender Vorsitzender von COSTIND, ab 21. März 2008 stellvertretender Leiter von SASTIND |
| Chen Qiufa            | * 1954 | 31. Juli 2010 – 26. Januar 2013       | seit 18. März 2008 Leiter von SASTIND, seit 23. August 2008 auch Direktor von CAEA                                  |
| Ma Xingrui            | * 1959 | 19. März 2013 – 20. Dezember 2013     | gleichzeitig Leiter von SASTIND und Direktor von CAEA                                                               |
| Xu Dazhe              | * 1956 | 25. Dezember 2013 – 5. September 2016 | gleichzeitig Leiter von SASTIND und Direktor von CAEA                                                               |
| Tang Dengjie          | * 1964 | 29. Mai 2017 – 10. Januar 2018        | gleichzeitig Leiter von SASTIND und Direktor von CAEA                                                               |
| Zhang Kejian (张克俭) | * 1961 | seit 24. Mai 2018                     | gleichzeitig Leiter von SASTIND und Direktor von CAEA                                                               |